# WebVTT
WebVTTとは、HTML5で採用された、埋め込み音声及び動画に対して字幕その他の逐次的な文字情報を追加するためのW3C勧告候補である。

## 仕様
WebVTTの仕様はW3Cが策定しており、www.w3.org/TR/webvtt1/で閲覧することが出来る。
SubRipファイルフォーマットと比べると、様々な拡張が入っているが、それらを使わなければ単純な仕様となる。1行目に WEBVTT が来て、2行目は空行で、3行目以降はSubRipファイルフォーマットとほぼ同じであるが、ファイルフォーマットとしては冗長であった通し番号は無くなっていて、ミリ秒を表す記号は,から.になっている。
文字コードは UTF-8 でなければならない。バイト順マーク（BOM）は付けても付けなくても良い。
例：
```
WEBVTT

00:20:41.150 
-->
 00:20:45.109
字幕1行目
字幕2行目

00:21:34.567 
-->
 00:21:45.678
次の字幕
```

## 利用

### 日本政府
総務省は、次世代映像配信技術に関する実証実験（平成30年度）の第1弾として、2018 FIFAワールドカップ（ロシア）における同時配信検証実験において、FIFAからのスタッツデータフィードをWebVTT化することで選手へのテキスト表示を行った:19。

## 利点・欠点

### 利点
WebVTTは電波産業会や日本民間放送連盟が策定する字幕の規格よりも自由度が高く、インターネット上での動画配信などでは文字数の制限など不要な制約に縛られない:5。

### 欠点
ルビの表記は一応定められている(§4.2.2)ものの、オープンキャプションに匹敵する自由度が無いので、ルビの活用が重要である日本国の字幕教材としては困難がある:5。
更に、製作者の負担を軽減するような編集ソフトウェアがほとんど存在しないことから導入を渋る事業者もある:5。